# 鮫肌文殊
鮫肌 文殊（さめはだ もんじゅ、1965年10月16日 - ）は、日本の放送作家、エッセイスト。兵庫県神戸市出身で、本名は井上 英樹（いのうえ ひでき）。古舘プロジェクトに所属。

## 人物・経歴
高校時代にパンクバンド「捕虜収容所」のボーカル担当として活動しながら、雑誌『ビックリハウス』の投稿コーナーで常連となる。高校3年時の1984年、投稿小説で同誌のエンピツ賞を第17回と第18回に連続受賞し、投稿漫画で第1回カートゥーン大賞を受賞する。同年の第8回日本パロディ展のパフォーマンス部門は落選して同誌での3冠はならなかった。
近畿大学在学中の19歳時、短編小説集『父しぼり』を発表し、NHK大阪放送局の若者向け討論番組にパネラーとして出演。同番組で中島らもと共演したことをきっかけに、中島が出演していたテレビ番組『なげやり倶楽部』のブレーンとして勧誘されコント台本を執筆する。番組終了後は「捕虜収容所」としての活動と並行しミニコミ誌にエッセイを執筆した。
大学卒業後の1990年、中島らもと親交のあった松尾貴史にスカウトされ、松尾が在籍する古舘プロジェクトに放送作家として所属。その後は、全国ネット番組を多数手がけることとなった。現在は古館プロジェクトが主催する放送作家養成セミナー「アングル」で講師を務めている。

### 中島らもとの関わり
- 中島主宰の劇団、笑殺軍団リリパットアーミーに俳優として参加していた。
- 2001年から中島の死去まで、新宿ロフトプラスワンでトークイベント「らもはだ」を共催していた。イベントの内容は単行本化された。

## 出演番組
- 輝け!ロック爆笑族2 （フジテレビ関東ローカル 1993年） - 捕虜収容所のボーカル役
- 輝け!ロック爆笑族3 （フジテレビ関東ローカル 1994年） - 捕虜収容所のボーカル役、奥さんがもんじぇと言う名前で出演していた。

## 担当番組
- テレビ
  - 世界の果てまでイッテQ!
  - にちようチャップリン
  - 芸能人格付けチェック

- ラジオ
  - 古舘伊知郎のオールナイトニッポンGOLD（毎月第3金曜日）

### 過去に担当
- テレビ

  - ASAYAN
  - アリなし〜アリケン★ゴールデンスタジアム〜
  - 稲妻!ロンドンハーツ
  - ウッチャンナンチャンのウリナリ!!
  - おしゃれイズム
  - 音楽ば〜か
  - ガチンコ!
  - 筋肉番付シリーズ
    - 体育王国
    - 黄金筋肉

  - ぐるぐるナインティナイン
  - 結婚したら人生劇変!○○の妻たち
  - サタッぱち 古舘の日本上陸
  - さんまのSUPERからくりTV
  - しあわせ家族計画
  - 知っとこ!
  - ジャンクSPORTS
  - ジャングルTV 〜タモリの法則〜
  - タモリの音楽は世界だ
  - タモリのスーパーボキャブラ天国
  - 電波少年シリーズのうち
    - 進め!電波少年
    - 進ぬ!電波少年

  - なげやり倶楽部
  - 爆笑問題のバク天!
  - 浜ちゃんと!
  - プロ野球オールスター場外乱闘ホントのところ日本一はどこなんだスペシャル
  - 報道ステーション
  - メレンゲの気持ち
  - モー。たいへんでした
  - ラスタとんねるず'94
    - SPITTING IMAGES JAPAN
- ラジオ

  - 松村邦洋のオールナイトニッポン
  - ヤンリク・ラジオキッチュ
  - 夜マゲドンの奇跡

## 著書
- 単著
  - 父しぼり - 長征社、1985.5
  - 鮫肌文殊の俺テレビ - メディアワークス、2000.5
  - 放送作家のススメ - 幻冬舎、2005.10
  - らぶれたあ オレと中島らもの6945日 - 講談社、2016.11

- 共著（括弧内は共著者）
  - It's only a talkshowシリーズ（中島らも）
    - イッツ・オンリー・ア・トークショー - メディアファクトリー、2003.3
    - ひそひそくすくす大爆笑 It's only a talkshow2 - メディアファクトリー、2004.2
    - 中島らもの誰に言うでもない、さようなら It's only a talkshow3 - メディアファクトリー、2005.3

  - ニッポンの少数民族 爆笑!レポート たしかに居る!街で見かけた“ヘンな人たち”（山名宏和） - 宝島社、2003.12
  - 空気の壁 空気を読める人読めない人（山名宏和） - 太田出版、2004.10
  - アイデアマンになる 企画時代を乗り切る発想術（樋口卓治、山名宏和との「古舘プロジェクトブレーン集団『アングル』」名義） - ソフトバンククリエイティブ、2005.12